# Guilherme Gonçalves

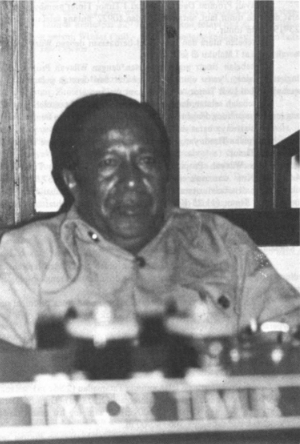
Gonçalves (1978)

Dom Guilherme Maria Gonçalves (* 1919; † 1999 in Portugal) war der letzte Koronel bote (Tetum: Liurai, timoresische Herrscher) im osttimoresischen Verwaltungsamt Atsabe. 1974 war er ein Mitbegründer der pro-indonesischen Partei APODETI. Zwischen 1978 und 1982 war er indonesischer Gouverneur von Timor Timur. Gonçalves war Angehöriger der Ethnie der Kemak.

## Werdegang
Gonçalves hatte starke familiäre Bindungen innerhalb des ehemaligen Atsabe-Reichs und bei dessen alten Verbündeten. Dies schloss auch Bindungen zu Kemak in den Kreisen Ainaro und Bobonaro und nördlichen und südliche Tetum und Bunak beiderseits der Grenzen ein. Er war extrem anti-portugiesisch eingestellt und hatte eine große Anzahl traditioneller Krieger. Gonçalves stammte von mehreren Liurai ab, die gegen die Portugiesen rebelliert hatten. Eine Ausnahme bildete nur Gonçalves’ Vater Dom Siprianu. Gonçalves aber hasste die künstliche Kolonialgrenze, die seine Familie teilte und den Osten Timors vom spirituellen Zentrum Laran in Wehale trennte, weswegen er eine Vereinigung der Insel anstrebte.
1963 rebellierten etwa 70 Bewohner von Atara gegen die harten Arbeitsbedingungen, die Gonçalves als Liurai einforderte, und klagten daher vor dem portugiesischen Kolonialgericht. 1970 wurde ihnen Recht gegeben und Atara wurde zum eigenständigen Suco.
Als ein Abzug Portugals aus Portugiesisch-Timor 1974/75 abzusehen war, strebte die APODETI, zu deren Gründern Gonçalves gehörte, einen Anschluss an Indonesien an. Der Partei wurden enge Kontakte mit indonesischen Geheimagenten nachgesagt.
Als die linksorientierte FRETILIN am 28. November 1975 die Unabhängigkeit Osttimors ausrief, wurde in Indonesien die Balibo-Deklaration veröffentlicht, in der angeblich osttimoresische Oppositionspolitiker den Anschluss des Landes an Indonesien forderten. Indonesien nutzte die Deklaration als Legitimation für den endgültigen Einmarsch in Osttimor am 7. Dezember 1975. Die Deklaration war jedoch vom indonesischen Geheimdienst ausgearbeitet und auf Bali und nicht in Balibo unterzeichnet worden. Gonçalves, der die Deklaration mit unterzeichnet hatte, bestätigte dies später. Viele der osttimoresischen Partisanen, die die Indonesier beim Einmarsch unterstützten, wurden von Gonçalves ausgerüstet.
Gonçalves war 1976 Vorsitzender des Rat der Volksrepräsentanten der Provinz (DPRD), die am 31. Mai den Anschluss Osttimors an Indonesien beantragte. Ab 1978 war Gonçalves Gouverneur der nun Timor Timur genannten annektierten Provinz. 1982 musste er allerdings vorzeitig abtreten, nachdem es mit Oberst A. Paul Kalangi, dem Sekretär der Regionalverwaltung (Sekretaris Wilayah Daerah, Sekwilda), zum Disput über den Anteil der Kaffeesteuer für die örtliche Regierung gekommen war. 1999 mussten sich die Indonesier schließlich nach dem verlorenen Referendum und auf internationalem Druck abziehen. Gonçalves hatte sich bereits zuvor von den Besatzern distanziert und setzte sich im portugiesischen Exil für die Unabhängigkeit von Osttimor ein. 1999 zog Indonesien aus Osttimor ab und Gonçalves kehrte zurück. Als man bei ihm Prostatakrebs feststellte, lieh José Ramos-Horta ihm das Geld für den Flug zur Behandlung in Portugal und zahlte nach Gonçalves’ Tod auch für die Rücküberführung des Leichnams zur Beerdigung im Friedhof Santa Cruz in Dili.

## Familie
Einer der Söhne von Guilherme Gonçalves, Tomás Gonçalves, war unter der indonesischen Besatzung Administrator des Distrikts Ermera und Chef der 400 Mann starken Miliz Railakan. Er wurde bereits Anfang 1975 im westtimoresischen Atambua durch die Indonesier als Partisan ausgebildet. Der älteste Sohn José Gonçalves gab sich während der Phase der Entkolonialisierung unpolitisch. Nach dem Bürgerkrieg in Osttimor im August 1975 arbeitete er für die siegreiche FRETILIN als Wirtschaftsexperte und wurde nach Ausrufung der Unabhängigkeit von Osttimor am 28. November Wirtschaftsminister der FRETILIN-Regierung. Nach Einmarsch der Indonesier unterstützte er deren Marionettenregierung und sprach als Zeuge der indonesischen Seite vor den Vereinten Nationen und einem Untersuchungsausschuss der Vereinigten Staaten.
José Martins, ein Neffe von Gonçalves, war zunächst Mitglied der APODETI, wurde dann aber der erste Präsident der im Oktober 1974 gegründeten Partei Klibur Oan Timor Asuwain (KOTA).

## Belege
- Andrea K. Molnar: Died in the service of Portugal: Legitimacy of authority and dynamics of group identity among the Atsabe Kemak in East Timor, Journal of Southeast Asian Studies, Singapore. 2005.